# 頭巾

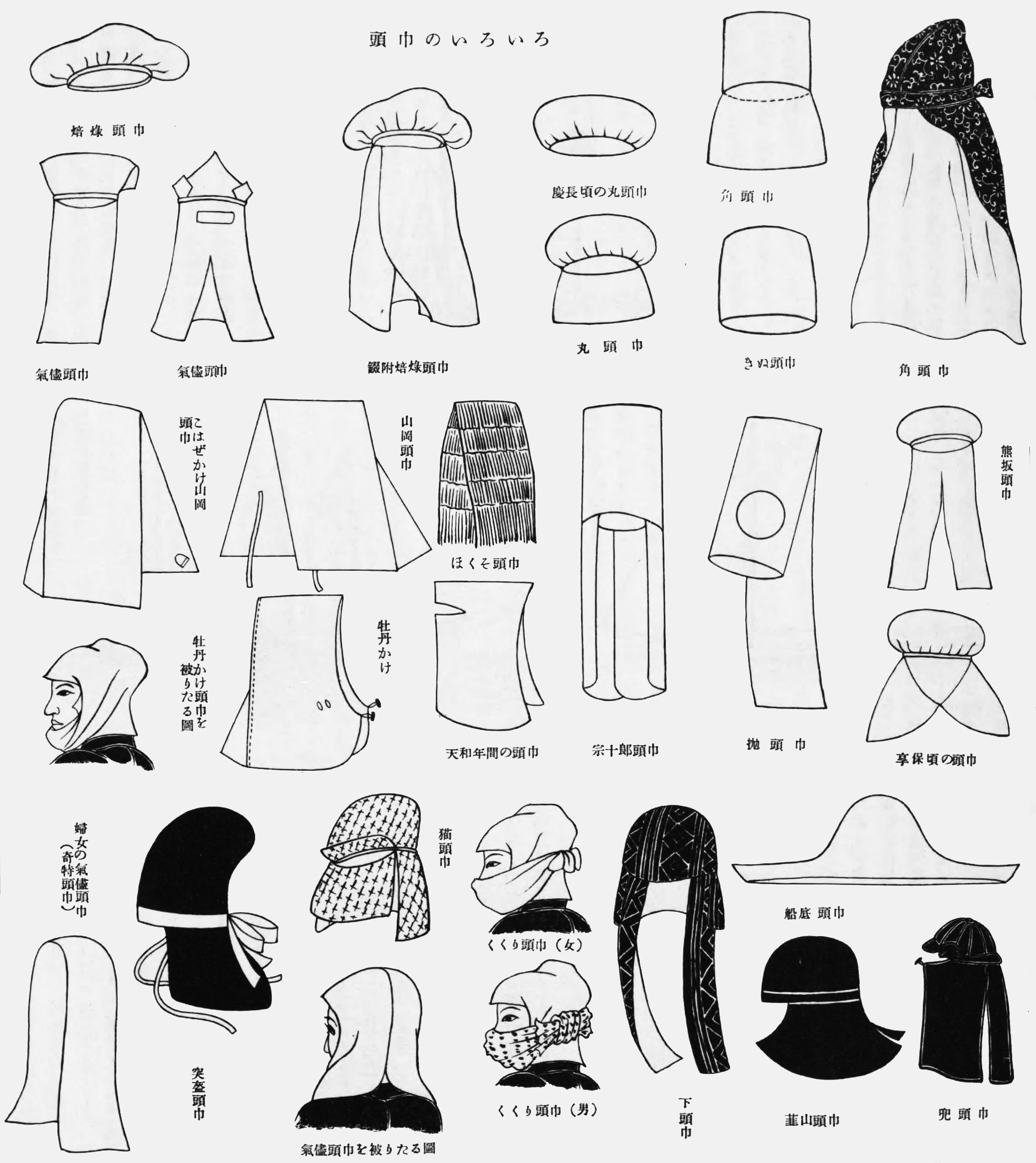
頭巾のいろいろ

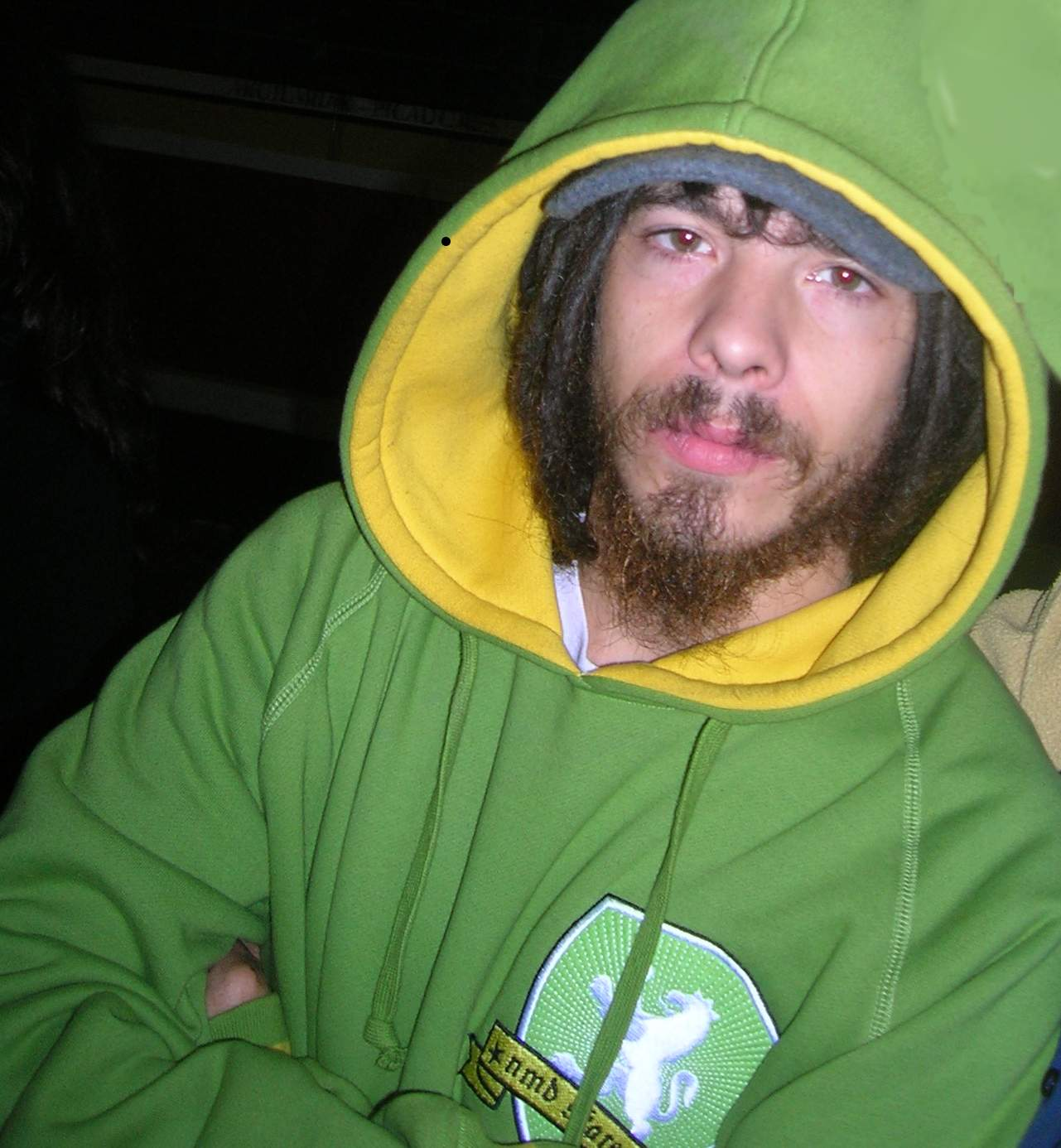
頭巾(フード)

頭巾（ずきん）は被り物の一種で、主として布を袋形に、あるいは折り畳み、頭部や顔面を覆い包むもの。
また、トップスと頭巾が一体化しているものもある。この場合、頭巾部分は英語名からフード (hood) と呼ばれる。

## 概要
風雪寒暑や土埃、砂埃などの傷害を防ぐためであったり、人目を避けるために用いられる事が多い。日本で広く流行したのは江戸時代からであり、武士、僧侶、一般庶民と幅広く用いられた。『嬉遊笑覧』や『江戸職人尽歌合』などを紐解いてみると頭巾の種類として30を超える種が認められ、形・名称ともに個性的なものが多数存在していた事が窺える。形状で大別した場合、丸形、角形、袖形、風呂敷形に分類される。

## 形状

### 丸形
円形の布の襞を取り、袋状をした基本的な丸頭巾、これを大きくした焙烙頭巾などが代表的で、幼児などに被せる大黒頭巾などもこの形状に分類される。後方や左右に錣を取り付けた錣頭巾、熊坂頭巾、前面に覆面布を取り付けた覆面頭巾、気儘頭巾、猫頭巾などが派生して誕生した頭巾として知られる。

### 角形
四角形の袋形をした頭巾で、基本的な角頭巾の他、錣を取り付けた宗十郎頭巾などがある。

### 袖形
細長い片袖形の頭巾で、頭部から背中にかけて広く覆う苧漢頭巾などが代表例。織田信長などが使用したことで知られている。江戸時代には武士の正装として流行した紐を結んで着用する山岡頭巾なども袖形頭巾の派生したものである。

### 風呂敷形

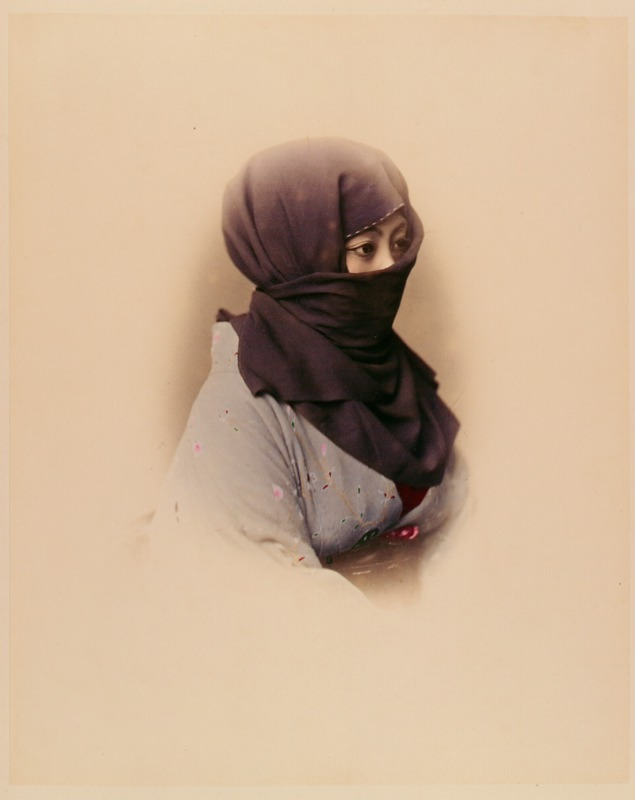
御高祖頭巾

四角形または長方形の布を用いて頭部と顔面を包む頭巾で、一般に女性が使用しており、御高祖頭巾（おこそずきん）、ふろしきぼっちなどと呼称された。戦時中には防空頭巾として綿を厚く入れたものが広く用いられ、戦後も防寒、防雪用頭巾として用いられ、現代では三徳頭巾などと名を変えて秋田県などに今も残されている。

### 日本以外の頭巾
日本以外でもイヌイットの「アノラック」。中東やインドの「ターバン」。アラブやイスラムの「ヒジャブ」。西洋の「ウィンプル」、「モブキャップ」､「ボンネット」等の頭巾が存在する｡

## 現代の頭巾
フード付きの衣服は
フーディーと呼ばれる。パーカーが代表的で、ほかジャンパーやダウンジャケット、m51、m65、レインコート、レインウェアにもフード付きのものが存在する。

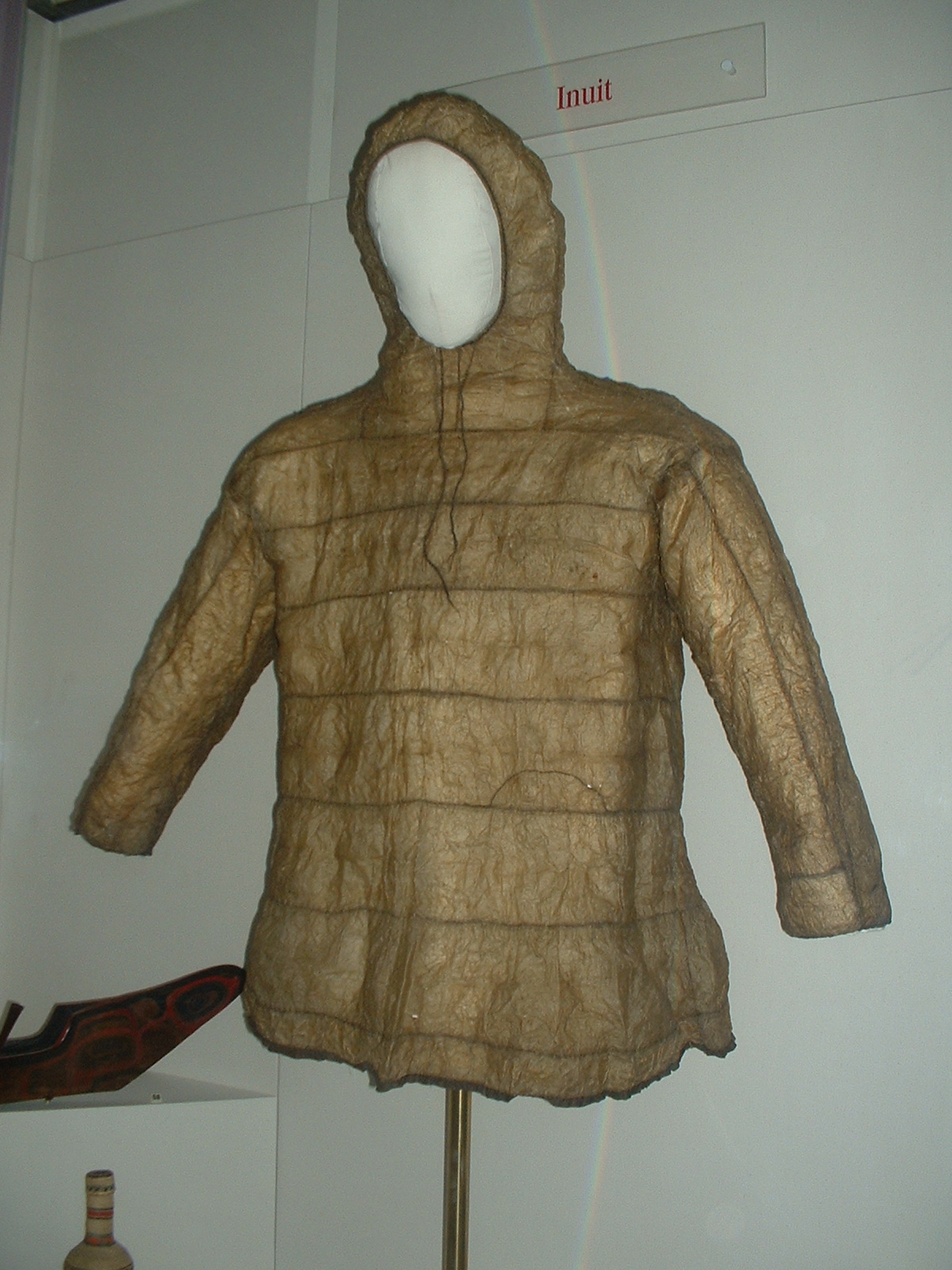
アノラックの頭巾
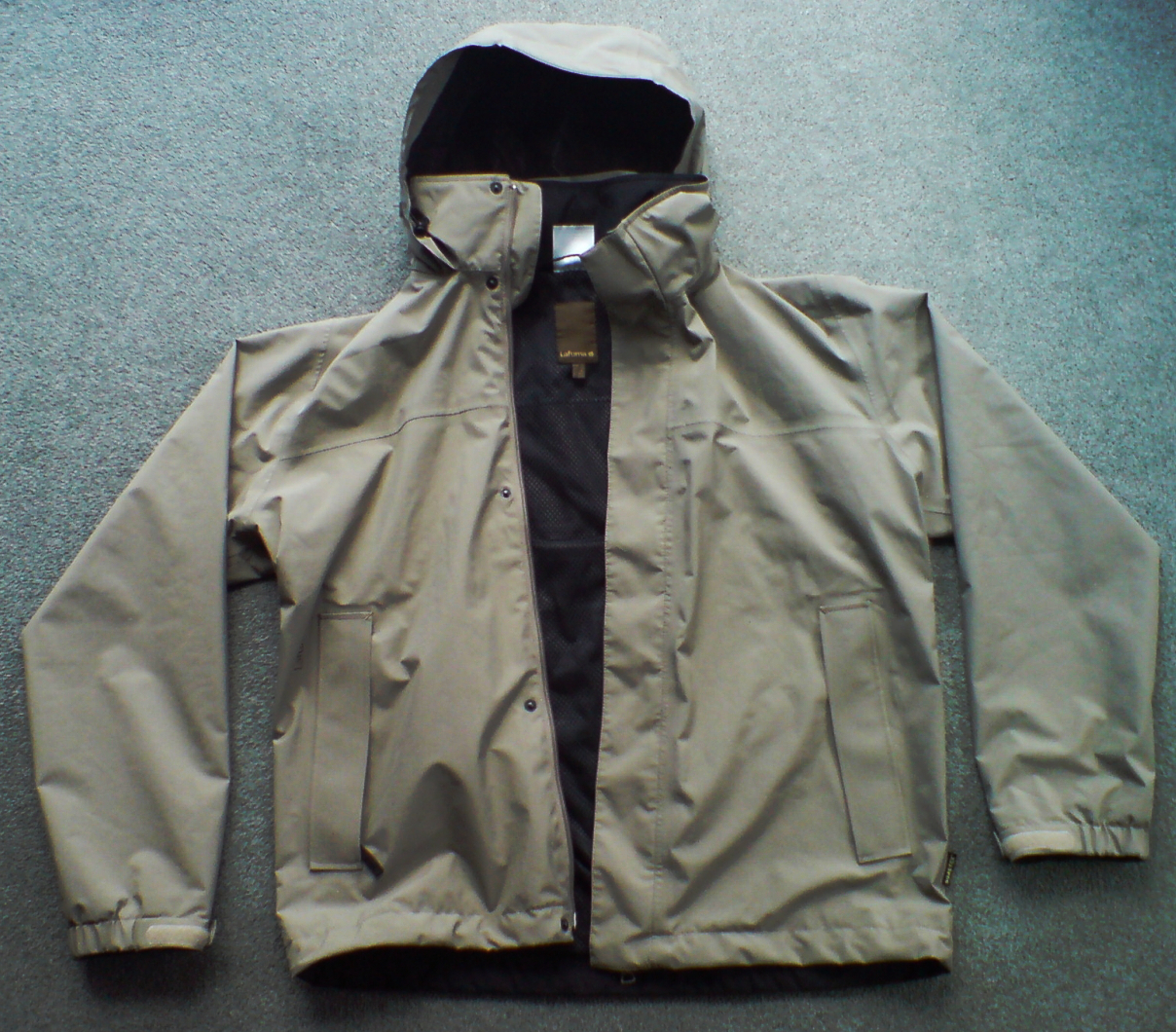
ウインドブレーカーの頭巾
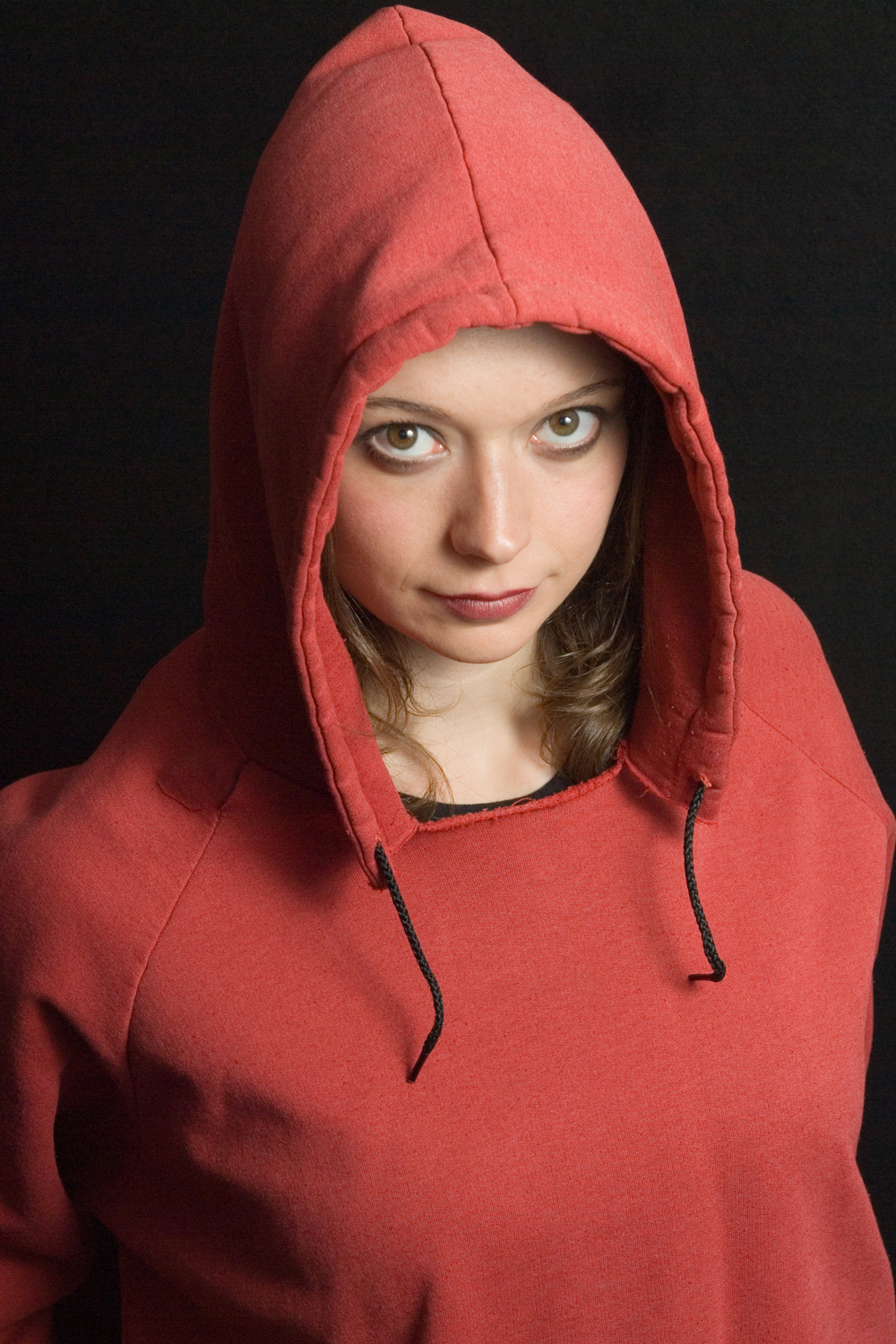
パーカーの頭巾
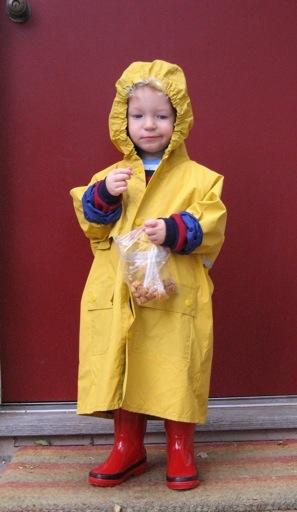
レインコートの頭巾